# Sabicea urceolata
Sabicea urceolata là một loài thực vật có hoa trong họ Thiến thảo. Loài này được Hepper miêu tả khoa học đầu tiên năm 1958.